# جارون بلوسومگام
جارون بلوسومگام (انگلیسی: Jaron Blossomgame؛ زادهٔ ۱۶ سپتامبر ۱۹۹۳) بازیکن بسکتبال اهل ایالات متحده آمریکا است.